# ヨアニス・アンドレウ
ヨアニス・アンドレウ（ギリシア語: Ιωάννης Ανδρέου、英: Joannis Andreou）は、ギリシャの競泳選手。
1896年アテネオリンピックで1200m自由形に出場。出場全7人中、21分3秒4で銀メダルを獲得した。優勝者は18分22秒2のアルフレード・ハヨーシュ（ハンガリー）であった。